# Státní znak Japonska
Státní znak Japonska je zároveň Císařskou pečetí, užívanou členy japonské císařské rodiny. Státním znakem je od 21. října 1926.
Státní znak tvoří stylizovaná kresba zlatého květu chryzantémy s černými (jinde i červenými) obrysy. Centrální disk je obklopen přední sadou 16 okvětních lístků. Zadní sada 16 lístků je lehce posunutá oproti přední sadě, takže je vidět na samotných okrajích květiny.
Ostatní členové císařské rodiny používají verzi se 14 lístky.[zdroj?]
Kresba květu symbolizuje slunce (stejně jako červené kruhové pole na vlajce). Jedná se o velmi starý symbol císaře a zároveň státu. Císař je v Japonsku dle tradice považován za přímého potomka nejdůležitější šintoistické bohyně Amaterasu Omikami.

## Historie
V době před i po zavedení první japonské vlajky (která byla zavedena až v roce 1854 po obnovení kontaktů se západem a potřebou reprezentace státu) se v Japonsku neužíval ani žádný státní znak. Zatímco v Evropě se v té době užívaly státní znaky a lidé či rody užívaly erby, v Japonsku byla užívána znamení domů a rodů, tzv. „mony“, která se nosila na oděvech, uniformách, přilbách či na praporech a vlajkách. Šógunát Tokugawa (japonské státní zřízení v letech 1603–1867) užíval vlastní mon.

Emblém (mon) Šógunátu Tokugawa (1603–1867)

Za období Meidži (Meidži byl japonský císař  v letech 1867–1912) nemohl kromě japonského císaře nikdo jiný používat císařskou pečeť, takže každý člen císařovy rodiny musel používat trochu pozměněnou verzi pečeti. Šintoistické svatyně zobrazovaly na svých vlastních emblémech buď císařskou pečeť jako takovou, nebo do nich alespoň zakomponovaly její prvky.[zdroj?]
21. října 1926 se stala císařským a současně statním znakem kresba zlatého květu chryzantémy. Znak je užíván dodnes.

## Další užití znaku a pečeti
Kresba chryzantémy je součástí vlajky japonského císaře, nejvyššího japonského řádu chryzantémy (udělovaného od roku 1876) ale jinde.

Vlajka japonského císaře Poměr stran: 2:3
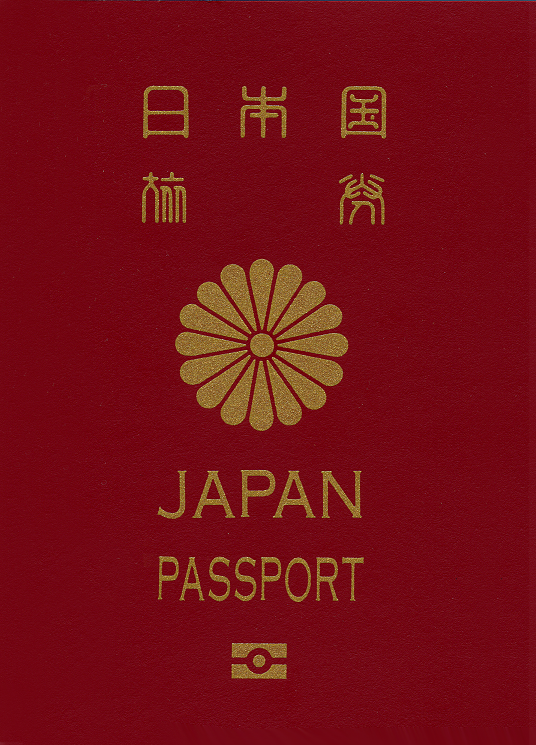
Státní znak na cestovním pasu

## Zajímavost
Během svého exilu v letech 1331–1333 používal císař Go-Daigo znak chryzantémy se 17 okvětními lístky.[zdroj?]